# 秀朗橋站
秀朗橋站位於台灣新北市中和區，為台北捷運環狀線第一階段的捷運車站。原規劃秀朗橋站成為環狀線與南北線交會的捷運車站，此站已於2020年1月31日通車。

## 車站概要
本站位於景平路、成功路口，車站編號Y09。站名取自鄰近本站的秀朗橋，是中和區來往新店區的重要橋梁，以當地平埔族秀朗社為名。

## 車站構造
高架車站，設有2座側式月台，2處出入口及1處天橋出入口。

### 車站樓層
| 地上 五樓 | 天橋層             | 月台連絡天橋                              |
| 地上 四樓 | 月台層 （接1月台） | 洗手間（付費區內）                        |
| 地上 四樓 | 側式月台，右側開門 |                                           |
| 地上 四樓 | 一月台             | ← 環狀線 往新北產業園區方向（Y10 景平站） |
| 地上 四樓 | 二月台             | 環狀線 往大坪林方向（Y08 十四張站）→      |
| 地上 四樓 | 側式月台，右側開門 |                                           |

| 地上 二樓 | 大廳層 | 車站大廳、詢問處、自動售票機、驗票閘門 販賣店 |
| 地面      | 地面層 | 出入口                                        |

### 車站出口
出口1位於車站東側，出口2位於車站西側，無障礙電梯位於出口2。此外另有天橋出口，可連絡車站與北部地區後備指揮部旁人行道。
| 出入口                      | 圖片 | 位置                               |
| --------------------------- | ---- | ---------------------------------- |
| 出入口1 · 設有手扶梯        |      | 成功路（秀朗橋、秀山派出所）       |
| 出入口2 · 設有電梯          |      | 秀朗路三段、景平路                 |
| 天橋出口                    |      | 跨越景平路，通往後備指揮部旁人行道 |
| 註： 設有電梯 \| 設有手扶梯 |      |                                    |

## 歷史
臺北縣政府規劃時期，曾將本站命名為「尖山腳」。
- 2019年10月25日：臺北市政府辦理環狀線第一階段初勘作業。
- 2020年1月5日：中華民國交通部辦理環狀線第一階段履勘作業。
- 2020年1月19日：環狀線「新北產業園區—大坪林」段開放試營運，試乘時間於上午10點至下午4點[6][7]。
- 2020年1月31日：環狀線秀朗橋站隨著環狀線「新北產業園區—大坪林」段正式通車而啟用[2][3][4]。
- 2023年1月31日：環狀線西環段（新北產業園區站-大坪林站）交回新北捷運公司營運[8]。
- 2024年4月3日：因發生花蓮大地震，本站環狀線車站隨環狀線全線停駛[9]。
- 2024年4月7日：本站環狀線車站隨「中和－大坪林」段搶通恢復營運，班距約10分鐘一班[10]。
- 2024年12月12日：「板新－中原」段修復並測試完成，全線於當日12時恢復正常營運。

### 聯合開發案
秀朗橋站捷運聯合開發案，由冠德建設取得最優申請人，於2020年8月7日舉辦簽約儀式，基地1119.4坪，開發案將自秀朗橋站1號及2號出入口，由地上6層向上興建至20層，預計全案於2025年完工。本聯開案為新北市政府首件自行辦理的捷運土地開發案。

## 利用狀況
根據2024年12月資料，本站每日旅運量約為4,779，在台北捷運各站中排行第116名。
| 年   | 年間    | 年間    | 年間      | 年間   | 單日平均 | 單日平均 |
| 年   | 上車    | 下車    | 上下車計  | 來源   | 上車     | 上下車   |
| ---- | ------- | ------- | --------- | ------ | -------- | -------- |
| 2020 | 745,380 | 781,965 | 1,527,345 | [ 13 ] | 2,142    | 4,389    |
| 2021 | 645,986 | 677,317 | 1,323,303 | [ 13 ] | 1,769    | 3,625    |
| 2022 | 745,241 | 771,471 | 1,516,712 | [ 13 ] | 2,041    | 4,155    |

## 車站周邊
- 秀朗橋
- 秀朗清溪河濱公園
- 新北市政府警察局中和分局秀山派出所
- 國防部全民防衛動員署後備指揮部北部地區後備指揮部
- 國防部福利事業管理處大鵬福利分站
- 新北市公共自行車租賃系統捷運秀朗橋站
- 百年好合社區
- 流浪動物之家基金會（位於本站與景平站間）

## 公車資訊
站牌名為《捷運秀朗橋站》。
| 編號      | 經營業者            | 區間                 | 備註                                                                                                   |
| --------- | ------------------- | -------------------- | --- |
| 241       | 臺北客運            | 中和－博愛路         | 回程停靠此站，屬於新北市區公車。                                                                       |
| 254       | 欣欣客運            | 大鵬新村－民生社區   | 與672互為反方向。                                                                                      |
| 254區間車 | 欣欣客運            | 大鵬新村－捷運公館站 | 例假日停駛。                                                                                           |
| 275       | 臺北客運            | 宏國科大－松山機場   | 回程停靠此站，屬於新北市區公車。                                                                       |
| 672       | 欣欣客運            | 大鵬新村－民生社區   | 與254互為反方向。                                                                                      |
| 672區間車 | 欣欣客運            | 大鵬新村－捷運公館站 | 例假日停駛。                                                                                           |
| 688       | 大都會客運          | 建國北路－中和成功路 | |
| 793       | 臺北客運            | 樹林－動物園         | 屬於新北市區公車。                                                                                     |
| 796       | 臺北客運            | 木柵－中和           | 屬於新北市區公車。                                                                                     |
| 933       | 中興巴士 指南客運   | 三重－動物園         | 屬於新北市區公車。                                                                                     |
| 982       | 首都客運 大都會客運 | 新莊－新店           | 屬於新北市區公車。為環狀線先導公車。                                                                   |
| 1968      | 大有巴士            | 新店－桃園機場       | 本路線係屬國道客運路線 依法不得提供新店－三峽間短程載客之服務 於本站乘車者只能搭到桃園機場端範圍下車。 |
| 綠2左     | 欣欣客運            | 景美女中－中永和     | 往中永和方向停靠此站，屬於新北市區公車。                                                               |
| 綠2右     | 欣欣客運            | 景美女中－中永和     | 回程停靠此站，屬於新北市區公車。                                                                       |
| 綠3       | 新店客運            | 花園新城－中和       | 屬於新北市區公車。                                                                                     |
| 綠6       | 新店客運            | 美之城－中和         | 屬於新北市區公車。                                                                                     |
| 綠8       | 新店客運            | 台北小城－中和       | 屬於新北市區公車。                                                                                     |
| F513      | 中和區公所          | 灰瑤－秀山站         | 屬於新北市區公車 新北市新巴士。                                                                        |

## 腳註

### 來源資料
1. ↑  環狀線通車典禮 侯友宜要邀這4人，聯合報，2020-01-22 13:40。
2. 1 2  . 卞金峰. 中央社. 2020-01-21  [2020-01-21]. （原始内容存档于2020-02-26）.
3. 1 2  捷運環狀線1/31通車 一張圖看懂哪8站可以轉乘 （页面存档备份，存于），自由時報，2020-01-21 16:49:13。
4. 1 2  新北環狀線 1月31日通車營運，新北環狀線免費試乘3日，吸引超過11萬人試乘 （页面存档备份，存于），翻爆，2020-01-24。
5. 1 2  . 臺北大眾捷運股份有限公司. 2021-01-15.
6. ↑  新北捷運環狀線 19日起免費試乘 （页面存档备份，存于），Yahoo奇摩新聞，2020年1月17日。
7. ↑  捷運新北環狀線 19日起免費試乘 （页面存档备份，存于），自由時報，2020-01-17 05:30:00。
8. ↑  葉德正、楊亞璇. . 中時新聞網. 2022-06-07  [2022-06-07]. （原始内容存档于2022-06-15） （中文）.
9. ↑  高華謙. . 中央社. 2024-04-03  [2024-04-08]. （原始内容存档于2024-04-04）.
10. ↑  高華謙. . 中央通訊社. 2024-04-07  [2024-04-08]. （原始内容存档于2024-04-12）.
11. ↑  . 張瀞勻. 自由時報. 2021-06-27  [2020-08-07]. （原始内容存档于2021-06-28）.
12. ↑  . 新北市政府. 2020-08-07  [2023-05-18]. （原始内容存档于2023-05-29）.
13. ↑  . 臺北市交通統計資料庫查詢系統. 2021-02-04  [2022-06-25]. （原始内容存档于2020-11-28）.

## 外部連結
- 臺北大眾捷運股份有限公司 （页面存档备份，存于）
- 臺北市政府捷運工程局 （页面存档备份，存于）
- 秀朗橋站週邊地圖（台北捷運公司） （页面存档备份，存于）
- 秀朗橋站車站剖面相關位置圖（台北捷運公司） （页面存档备份，存于）